# Guddegowdana Channohalli, Nelamangala
Guddegowdana Channohalli là một làng thuộc tehsil Nelamangala, huyện Bangalore Rural, bang Karnataka, Ấn Độ.